# Opius irregularis
Opius irregularis är en stekelart som beskrevs av Wesmael 1835. Opius irregularis ingår i släktet Opius och familjen bracksteklar. Arten är reproducerande i Sverige. Inga underarter finns listade i Catalogue of Life.